# Pinus cernua
Pinus cernua — вид рослин з родини соснових (Pinaceae); ендемік В'єтнаму.

## Опис
Дерево 20–30(35) м заввишки, 0.4–0.8(1) м у діаметрі. Крона конусоподібна, стає з віком неправильно закругленою, гілки від майже прямовисних до підвісних, листяні гілочки сіро-зелені, оливкові або жовті-коричневі, злегка вкриті сивим нальотом, голі. Кора від тьмяно-сіро коричневої до темно-коричневої, внутрішня кора червонувато-коричнева. Зимові бруньки оранжево-коричневі. Хвоя в пучках по 5, (12)15–20(22) см завдовжки, товщиною 0.8–1.2 мм, яскраво-темно-зелена, струнка, злегка скручена, дрібнозубчаста, трикутна в перерізі. Пилкові шишки численні, у спіральних скупченнях біля основи нових пагонів, яйцюваті, пізніше видовжені, більш-менш товсті, завдовжки 0.8–1.5 см, діаметром 6–8 мм. Насіннєві шишки на дебелих квітконосах завдовжки 1–2 см, поодинокі або звичайно згущені по 2–6, стійкі довгі роки, бурі до темно-коричневих, яйцюваті, довжиною 8–11 см, 5–7 см в діаметрі, часто смолисті. Насіння темно-коричневе, гладеньке, косо-зворотно-яйцювате, завдовжки 1.0–1.2 см, діаметром 0.5–0.7 мм, рудиментарне крихітне тонке крило шириною 1–2 мм. Запилення: лютий — березень; насіння: вересень — жовтень.

## Поширення
Ендемік В'єтнаму. Зростає у Горах Фа Луонг, на кордоні Лаосу і В'єтнаму.

## Етимологія
Видовий епітет вказує на довгі стрункі пониклі голки й пониклі гілки старих дерев, що ростуть на відкритих скелястих скелях.